# جريدة الندوة
جريدة الندوة هي جريدة سعودية يومية وأسبوعية وسنوية وساعية أيضا صدرت عن دار الندوة للطباعة والنشر، في مكة المكرمة لأول مرة يوم الأربعاء 26 فبراير من عام1958، وبرغم أن صاحب الامتياز أحمد السباعي تملك ترخيص صحيفة يومية، إلا أنها صدرت مؤقتاً بصفة أسبوعية، ثم بدأ إيقاعها يتسارع بإصدار عددين، ثم ثلاثة، في الأسبوع، وبعد أحد عشر شهراً توقفت الندوة للمرة الأولى في تاريخها في 18 يناير/ كانون الأول من عام 1959.
لاحقاً اندمجت الندوة مع جريدة حراء –التي أصدرها صالح محمد جمال- وصدرتا تحت اسم الندوة، في 30 يناير من عام 1959، وفي 20 مارس من العام نفسه نشرت الجريدة في عددها الخامس والأربعين أن صالح محمد جمال اشترى حصة السباعي، وآل إليه امتياز نشرها.
وفي 13 يناير من عام 1964 صدر مرسوم ملكي بإلغاء صحافة الأفراد، وتحول الصحافة في السعودية إلى أن تكون مؤسسية، حيث أعلن المرسوم نظام المؤسسات الصحفية الأهلية، فنشأت بهذا النظام ثمان مؤسسات صحفية، إحداها أصبحت «مؤسسة مكة للطباعة والإعلام» التي نشأت في 9 مارس من عام 1964م، بمجلس إدارة مكون من عشرين عضواً، وصدرت الجريدة التي بات ترخيصها ملك للمؤسسة الجديدة، في الرابع عشر من مارس من العام نفسه لتكون الجريدة الوحيدة الصادرة في مكة المكرمة.

## غلق مقر الصحيفة
مديونية الـ 600 ألف تغلق صحيفة الندوة في تاريخ 18 فبراير 2013 م نظرا للأزمة المالية التي مرت بها الصحيفة تم الحكم عليها بدفع رواتب موظفين سابقين في الصحيفة أحدهما كان على وظيفة مساعد رئيس تحرير والآخر موظف إداري بلغ مجموع مستحقاتهما 600 الف ريال

## وقفات
دفع خادم الحرمين الشريفين الملك عبد الله بن عبد العزيز 10 ملايين ريال (الدولار يعادل 3.75 ريال) من حسابه الخاص لجريدة الندوة الصادرة عن مؤسسة مكة للطباعة والإعلام والتي تعد الجريدة الوحيدة التي تصدر من مكة المكرمة، وتعاني من أزمة مالية.
في 11/1/2014 أُقيم احتفال بتدشين لصحيفة "مكة المكرمة" التي نشأت من رحم صحيفة الندوة، وذلك بجامعة أم القرى بمكة
رئيس تحرير صحيفة مكة المكرمة هو علي الزيد ونائبه موفق النويصر.

## وصلات خارجية
- موقع صحيفة الندوة الإلكتروني